# Brachygobius xanthozonus
Brachygobius xanthozonus — вид риб родини Оксудеркових (Oxudercidae).
Для більшості акваристів проблема точного визначення виду брахігобіусів («риб-джмеликів») не має істотного значення. Всі брахігобіуси прекрасні. Незначні відміни, які навіть спеціалісти не завжди вважають істотними, спостерігаються лише в забарвленні цих риб.
Найпоширеніший в акваріумах аматорів вид брахігобіус ксантозона, проте під цією назвою можуть зустрічатись близькі види: брахігобіус нунус і брахігобіус агрегатус.

## Походження
Походять ці риби з Індонезії, Індії, Малаккського півострова Філіппін. Водяться вони у придорожніх канавах, невеличких озерах, у мілководних заплавах річок, іноді живуть у невеликих и водоймах у містах.
Незважаючи на значне географічне і екологічне розповсюдження, до нашої країни риб завезли лише на початку шістдесятих років XX століття.

## Опис рибок
Дорослі риби завдовжки 4-5 см, а в умовах акваріума майже удвічі менші. Самки від самців відрізняються за зовнішнім виглядом: вони повніші, мають більше черевце. Самці стрункіші, у їх забарвленні переважає жовтий колір.

## Утримування

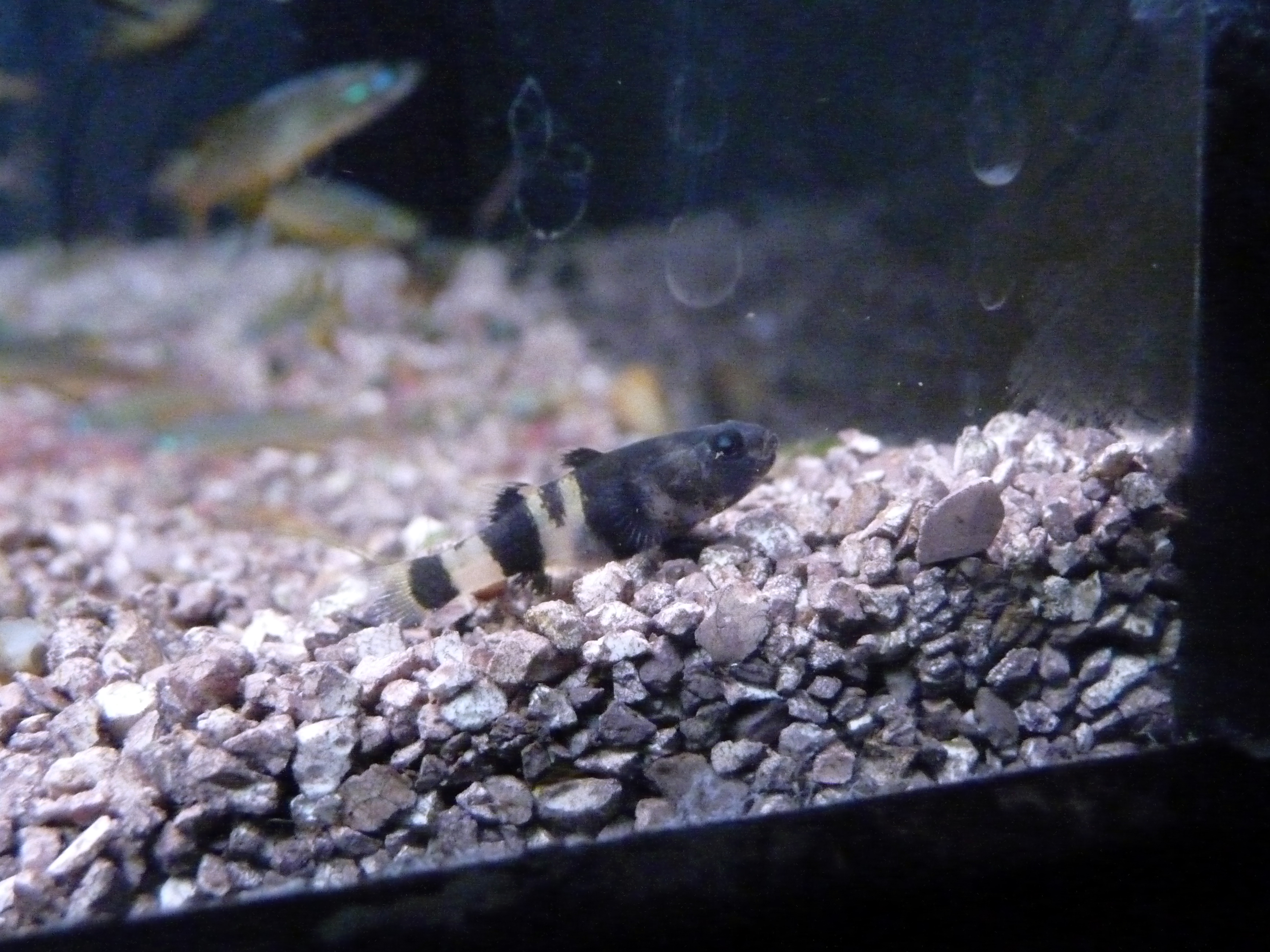
Брахіогобіус

Для утримання в акваріумі брахігобіуси не потребують істотних відмін. Для цього може бути використаний двадцятилітровий акваріум. Бажано щоб ці беззахисні малорухливі риби не мали агресивних сусідів.
Вода в акваріумі повинна бути трохи підсолена, температура до 30 °C. При температурі, нижчій 22 °C, риби хворіють. В акваріумі, де утримують брахігобіусів, бажано мати кілька видів вільноплаваючих кормів: циклопів, дафній, коретр або мотиля. Споживаючи його, риби швидко ростуть і досягають статевої зрілості.

## Розмноження
Брахігобіуси можуть розмножуватись у тому ж акваріумі, де вони живуть. Наявність у акваріумі кількох пар не є перешкодою для розмноження. Розмноження брахігобіусів проходить дуже цікаво. Для того щоб зручно було спостерігати за парою під час розмноження, потрібно скляну або пластмасову чи керамічну трубку помістити в акваріум (при утриманні кількох пар риб, таких укриттів повинно бути більше, ніж кількість пар). Якщо рибки готові до нересту, вже через кілька годин після ретельного обстеження нового предмета, самець настійно запрошуватиме самку відвідати обраний ним затишний куточок. Результатом таких залицянь самця буде компактно укладена кладка ікри, за якою протягом кількох днів доглядає самець. Лише при небезпеці він виходить з укриття для захисту свого майбутнього потомства.
Також брахіогобіуси відкладають ікру в невеликій печерці під камінням або в порожній черепашці молюска.
Викльовуються личинки брахігобіусів дружно і якщо їх не відокремити заздалегідь від самця, він їх може з'їсти. Одразу після викльову личинки брахігобіусів можуть споживати відсортований зоопланктон (коловерток, каупліусів, циклопів). Ростуть мальки брахігобіусів при регулярній годівлі швидко, і в три місяці майже нічим не відрізняються від дорослих риб.